# 真赤な誓い
「真赤な誓い」（まっかなちかい）は、福山芳樹の楽曲。1枚目のシングルとして2006年11月22日にジェネオンエンタテインメントからリリースされた。

## 解説
- 福山が所属していたグループ「HUMMING BIRD」の解散後、福山のソロ名義で既に3枚のオリジナルアルバムを発表していたが、シングルはこれが初となる。
- 表題作「真赤な誓い」は、テレビ東京系アニメ『武装錬金』のオープニングテーマ（第2話以降に使用）。
  - 同作品の原作者の和月伸宏および監督の加戸誉夫から福山に直接依頼されて作られた曲である[2]。
- なお、「真っ赤な誓い」はよくある誤記である。
- サビはニコニコ動画にて弾幕に用いられるフレーズとしても知られ[2]、組曲『ニコニコ動画』のシリーズ3作に収録されている。

## 収録曲
全曲 作詞：福山恭子、作曲・編曲：福山芳樹
1. 真赤な誓い
2. 鳥がいない
3. 真赤な誓い (Instrumental)
4. 鳥がいない (Instrumental)

## 収録アルバム
- YELLOW HOUSE（#1、#2）

## カバー
真赤な誓い
- ムネムネ（今村彩夏） - 2017年4月28日発売の『灼熱の卓球娘 BD・DVD第5巻初回生産限定版特典CD』に収録。